# 愛国学園短期大学
愛国学園短期大学（あいこくがくえんたんきだいがく、英語: Aikoku Gakuen Junior College）は、東京都江戸川区西小岩五丁目7番1号に本部を置く日本の私立大学。1938年創立、1962年大学設置。

## 概観

### 大学全体
- 東京都江戸川区に所在する日本の私立短期大学で、設置主体は学校法人愛国学園[1]。
- 1962年に開学。かつては千葉県四街道市にもキャンパス（商経科）があったが、こちらは愛国学園大学に譲渡され廃止されたため、1998年度入学生より現在までは、1学科体制に戻った。短期大学のキャンパス内には愛国学園保育専門学校が併設されている。

### 建学の精神（校訓・理念・学是）
- ホームページほか右記資料も参照のこと[注釈 1]。

### 教育および研究
- 家政科のみが設置されており、栄養士を養成する食物栄養専攻と近年全国の短大でも希少な生活デザイン専攻（衣食住をベースとしたカリキュラム）が設置されている。
- イギリスでの海外研修が取り入れられている。
- かつては、中学校教諭二種免許状の教職課程もあり[注 2]、家政科家政専攻で（家庭）、商経科で（職業）[3]、家政科食物栄養専攻で栄養教諭二級免許状が設置されていた★。

### 学風および特色
- 教育の基盤を道徳教育におき、親切正直の育成をモットーとしているところに特徴がある。
- 現在でも女性のみの短大となっている。ただし、概ね1971年 - 1980年まで男子学生がわずかながら在籍していた。
- 2010年度、財団法人短期大学基準協会の第三者評価より適格認定を受ける。

## 沿革
- 1938年
  - 7月 財団法人織田教育財団が設立される[4]。
  - 12月 愛国女子商業学校が設立される[5]。
- 1951年
  - 3月6日 学校法人が成立する[6]。
- 1962年
  - 2月7日 左記を以て文部省[注 3]より短期大学の設置が認可される[注 4]。
  - 4月1日 愛国学園女子短期大学（あいこくがくえんじょしたんきだいがく）が以下の学科体制にて開学。
    - 家政科 入学定員40名

  - 5月1日 学生数[9]/定員
    - 家政科 26[注釈 2]/40
- 1963年
  - 5月1日 学生数[10]/定員
    - 家政科 65[注釈 2]/80
- 1965年
  - 4月1日 以下の学科を増設する[注 5]。
    - 商経科 入学定員50名[注 6]

  - 5月1日 学生数[13]/定員
    - 家政科 73[注釈 2]/80
    - 商経科 21[注釈 2]/50
- 1966年
  - 5月1日 学生数[14]/定員
    - 家政科 145[注釈 2]/80
    - 商経科 50[注釈 2]/100
- 1968年
  - 4月1日 家政科の入学定員を40→50に増員[注 7]。
  - 5月1日 学生数[18]/定員
    - 家政科 225[注釈 2]/90
    - 商経科 53[注釈 2]/100
- 1970年
  - 2月 商経科のキャンパスを四街道市に移転。
  - 4月1日 愛国学園短期大学と改称[19]。
  - 5月1日 学生数[20]/定員
    - 家政科 139[注釈 2]/100
    - 商経科 25[注釈 2]/100
- 1971年
  - 4月1日 商経科において、初めて男子学生が入学する。
  - 5月1日 学生数[21]/定員
    - 家政科 133[注釈 2]/100
    - 商経科 31[注 8]/100
- 1972年
  - 5月1日 学生数[22]/定員
    - 家政科 102[注釈 2]/100
    - 商経科 24[注 9]/100
- 1973年
  - 5月1日 学生数[23]/定員
    - 家政科 110[注釈 2]/100
    - 商経科 39[注釈 3]/100
- 1975年
  - 5月1日 学生数[24]/定員
    - 家政科 177[注釈 2]/100
    - 商経科 56[注 10]/100
- 1976年 家政科に初めて男子学生が入学する。
  - 5月1日 学生数[25]/定員
    - 家政科 176[注釈 3]/100
    - 商経科 75[注 11]/100
- 1977年
  - 5月1日 学生数[26]/定員
    - 家政科 198[注釈 3]/100
    - 商経科 101[注 12]/100
- 1978年
  - 4月1日 家政科から男子学生がいなくなる。
  - 5月1日 学生数[27]/定員
    - 家政科 218[注釈 2]/100
    - 商経科 112[注 13]/100
- 1979年
  - 5月1日 学生数[28]/定員
    - 家政科 210[注釈 2]/100
    - 商経科 105[注 14]/100
- 1980年
  - 5月1日 学生数[29]/定員
    - 家政科 209[注釈 2]/100
    - 商経科 147[注 15]/100
- 1981年
  - 4月1日 商経科から男子学生がいなくなり、以後再び事実上の女子短期大学となる。
  - 5月1日 学生数[30][31]/定員
    - 家政科 216[注釈 2]/100
    - 商経科 156[注釈 2]/100
- 1984年
  - 4月1日 家政科の入学定員を50→100に増員[注 16]。
  - 5月1日 学生数[37]/定員
    - 家政科 266[注釈 2]/150
    - 商経科 216[注釈 2]/100
- 1985年
  - 4月1日 家政科を以下の専攻課程に分離される[注 17]。
    - 家政専攻[注釈 4]
    - 食物栄養専攻[注釈 4]

  - 5月1日 学生数[41]/定員
    - 家政科 241[注釈 2]/200
    - 商経科 184[注釈 2]/100
- 1986年
  - 4月1日 商経科の入学定員を50→100に増員[注 18]。
  - 5月1日 学生数[46]/定員
    - 家政科 321[注釈 2]/200
    - 商経科 180[注釈 2]/150
- 1987年
  - 5月1日 学生数[47]/定員
    - 家政科 392[注釈 2]/200
    - 商経科 320[注釈 2]/200
- 1992年
  - 5月1日 学生数[注 19]/定員
    - 家政科 342[注釈 2]/200
    - 商経科 346[注釈 2]/200
- 1997年
  - 4月1日 以下の学科については、この年度で学生募集を最終とする[注 20]。
    - 商経科[注 21]

  - 5月1日 学生数[52]/定員
    - 家政科 257[注釈 2]/200
    - 商経科 226[注釈 2]/200
- 1998年
  - 5月1日 学生数[53]/定員
    - 家政科 229[注釈 2]/200
    - 商経科 101[注釈 2]/100
- 1999年
  - 5月1日 学生数[54]/定員
    - 家政科 215[注釈 2]/200
- 2018年
  - 4月1日 家政専攻を生活デザイン専攻に改称[注 22]。

## 基礎データ

### 所在地
- 江戸川キャンパス（東京都江戸川区西小岩5-7-1）
- 旧・四街道キャンパス（千葉県四街道市四街道1532番地）現：愛国学園大学キャンパス

### 象徴
- ホームページほか右記資料も参照のこと[注釈 1]

## 教育および研究

### 組織

#### 学科
- 家政科
  - 生活デザイン専攻 入学定員50名[1]
  - 食物栄養専攻 入学定員50名[1]

##### 過去にあった学科
- 商経科 入学定員100名[注 23]

### 研究
- 『愛国学園短期大学紀要』[60]

## 学生生活

### 部活動・クラブ活動・サークル活動
- 愛国学園短期大学のクラブ活動
  - 体育系：バドミントンほか

### 学園祭
- 愛国学園短期大学の学園祭は「記念祭」と呼ばれ毎年、概ね11月に行なわれている。

### スポーツ
- バドミントン部が、2006年10月8日に行われた東京都私立短期大学体育大会で初優勝という実績をもつ。

## 施設

### 小岩キャンパス
- 使用学科：家政科
- 使用専攻科：なし
- 使用附属施設：なし
- 交通アクセス：京成電鉄本線小岩駅。
- 設備：図書館ほか

### 旧・四街道キャンパス
- 使用学科：旧・商経科
- 使用専攻科：なし

## 対外関係

### 系列校
- 愛国学園大学
- 愛国学園大学附属四街道高等学校
- 愛国学園大学附属龍ヶ崎高等学校
- 愛国高等学校
- 愛国中学校
- 愛国学園保育専門学校